# Komitet Porozumiewawczy Organizacji Polski Podziemnej
Komitet Porozumiewawczy Organizacji Polski Podziemnej (Komitet Porozumiewawczy Organizacji Demokratycznych Polski Podziemnej) – powstałe w styczniu 1946 konspiracyjne porozumienie organizacji niepodległościowych.
Inicjatorem KPOPP był Wacław Lipiński (Stronnictwo Niezawisłości Narodowej), a w spotkaniu założycielskim wzięli udział: 
- Wincenty Kwieciński i Kazimierz Czarnocki (Zrzeszenie „Wolność i Niezawisłość”),
- Włodzimierz Marszewski (Stronnictwo Narodowe).

25 września 1946 do Komitetu dołączył socjalista Adam Obarski, występujący jednak z ramienia Niezależnej Polskiej Partii Socjalistycznej (a nie PPS-WRN). Wtedy to Komitet zmienił nazwę na Komitet Porozumiewawczy Organizacji Demokratycznych Polski Podziemnej (KPODPP). Przewodniczącym po burzliwych dyskusjach został tymczasowo Marszewski, jego zastępcą został Obarski, a funkcję sekretarza pełnił Czarnocki. Spotkania Komitetu odbywały się co miesiąc w różnych miastach Polski.
W lipcu 1946 KPODPP przygotował i przekazał do Wielkiej Brytanii Memoriał do ONZ na temat położenia Polski. Memoriał opisywał całkowite uzależnienie kraju od ZSRR, działania NKWD oraz komunistyczny terror Ministerstwa Bezpieczeństwa Publicznego.
Przy KPODPP zamierzano utworzyć Biuro Studiów Gospodarczych z prof. Władysławem Wolterem z Krakowa na czele.

## Fala aresztowań i proces KPODPP
KPODPP działał do stycznia 1947, kiedy to został rozbity w wyniku aresztowań ze strony MBP. Pokazowy proces działaczy KPODPP oraz III Zarządu ZG WiN odbył się w grudniu 1947. Włodzimierz Marszewski został skazany na karę śmierci, a następnie zamordowany w więzieniu mokotowskim 10 marca 1948. Wacławowi Lipińskiemu początkowy wyrok kary śmierci zamieniono na dożywocie – zginął w więzieniu we Wronkach 4 kwietnia 1949. Wincenty Kwieciński, skazany na dożywocie, wyszedł z więzienia w 1957. Adam Obarski, skazany na 15 lat więzienia, po przerwie, jaką otrzymał w odbywaniu kary w 1954, do więzienia już nie wrócił. Tymoteusz Chczonowski otrzymał wyrok 12 lat więzienia, następnie zamieniony na 8 lat. Wyszedł na wolność 30 września 1954.